# رساله الهی سیاسی (اسپینوزا)

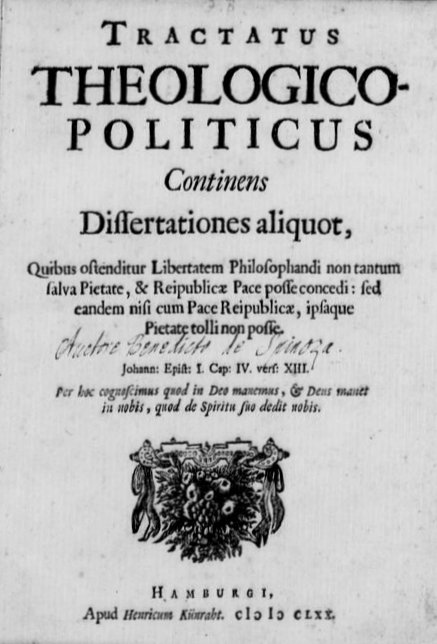
Tractatus Theologico-Politicus، رساله الهی سیاسی

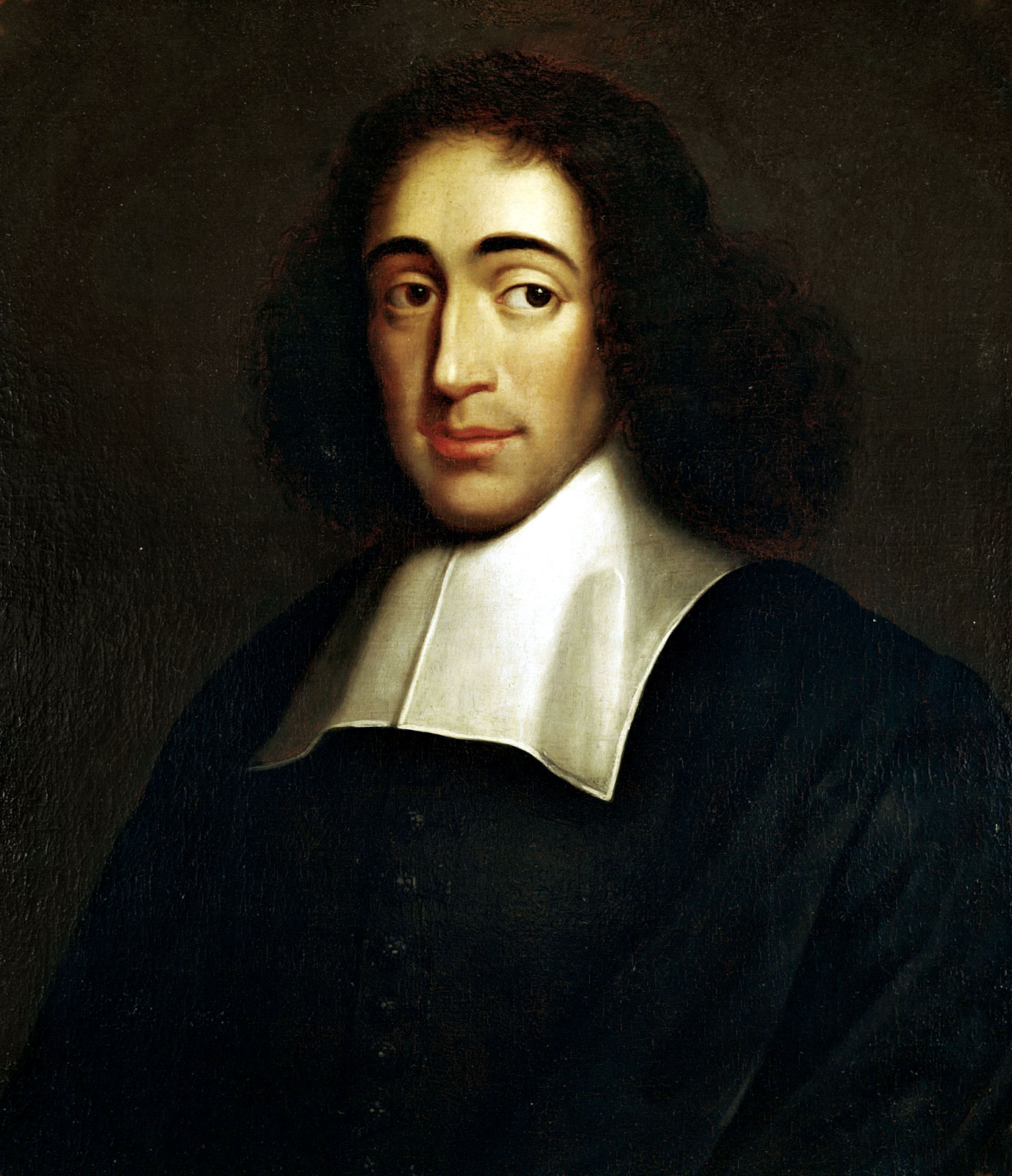
باروخ اسپینوزا

رساله الهی سیاسی یارساله الهیات و سیاست (به انگلیسی: Theologico-Political Treatise، به لاتین: Tractatus Theologico-Politicus) کتابی از اسپینوزا در زمینه فلسفه سیاسی و الهیات است که در ۱۶۶۵ در وربورگ نوشته شد و در سال ۱۶۷۰ بدون نام منتشر شد (به دلیل ترس از محتوا). موضوع کتاب نقادی کتاب مقدس (به‌طور کلی الهیات) و سیاست است و بسیار جنجال‌برانگیز بوده و هست. این کتاب جزو کتاب‌های ممنوعه ی زمان خود بودولی رسماً چهار سال بعد ممنوع شد. رساله الهی سیاسی، اثری بسیار مهم و تأثیرگذار بر روشنفکران بعد خود بود. برای انشار آن خوانندگان صفحهٔ اول آن را که دارای عنوان آن بود عوض می‌کردند و به جای آن عنوانی طبی یا تاریخی بر آن می‌گذاشتند تا شناسایی نشود. کتاب‌های زیادی در رد آن نوشته شده‌است.
این کتاب در سال ۱۳۹۶ توسط دکتر علی فردوسی به فارسی برگردانده و توسط شرکت سهامی انتشار چاپ شده‌است.

## بخش الهیات کتاب
از مطالب ترجمه شده این بخش کتاب:
ترس خرافه را می‌پروراند. اشخاص ضعیف و حریص از روی بد بختی از عبادت استفاده می‌کنند و اشک‌های زنانه می‌ریزند تا از خداوند درخواست کمک کنند. تجمل و تشریفات در دین قرار داده شده اند تا ذهن انسان را با تعصبات مسدود کنند و برای عقل جایی نمی‌ماند که حتی اندکی شک کند. فراموش نکنید که عقل بازیچه الهیات نیست.
او دین را دستمال رازهای مضحک می‌نامد که اشخاصی را به خود جلب می‌کند که عقل را تحقیر می‌کنند.
او در مقابل این پرسش که یهودیان قوم برگزیده خداوند هستند، می‌گوید:این اعتقاد بی معناست. هرکس با خواندن صادقانه قوانین موسی متوجه می‌شود خداوند فقط با انتخاب سرزمینی کوچک که در آن در صلح و صفا زندگی کنند به آنان عنایت داشته‌اند.
او در مقابل این پرسش که متون مقدس کلام خداند هستند، می‌نویسد:کتاب مقدس صرفاً شامل حقیقت روحانی-یعنی تمرین عدالت و نیکوکاری-است، نه حقایق زمینی ونیز اصرار می‌کنند همه کسانی که قوانین دنیوی را (مثلاً در جایی او قوانین سخت گیرانه استنتاج شده حکومتی یا اجتماعی یهودیت از تورات را زیر سؤال می‌برد و می‌گوید این‌ها استعاره هستند) در کتاب مقدس پیدا می‌کنند یا در اشتباه‌اند یا خودخواه. مثلاً او رفتار خیلی‌ها سعی می‌کنند قوانین علمی را از کتاب مقدس پیدا کنند که در اسلام هم این مسئله وجود دارند را اشتباه می‌داند. انشتین نیز به عنوان کسی که بارها در مقابل این تفسیر هاب علمی-دینی قرار گرفته می‌گوید:متن علمی نهایی استنتاج شده در نهایت به همه چیز شباهت دارد غیر از کتاب مقدسی که از آن استنتاج شده! در اصل این ها جهت داری شده‌اند)
او مقدمه را با یک اخطار به پایان می‌رساند:من از بسیای از افراد می‌خواهم کتاب مرا نخوانند:توده بی سواد و خرافاتی که فکر می‌کنند که عقل چیزی جز بازیچه الهیات نیست، از این کتاب چیزی نمی‌فهمند. در واقع شاید ایمانشان آشفته گردد.(با این حساب اونیز مانند گالیله، علم را سکولار می‌کنند)

## در مورد سیاست و حکومت
هدف نهایی حکومت نه تسلط بر مردم باید باشد نه محدود ساختن آنان از راه ترس و وحشت؛ و نه وادار کردن آنان به اطاعت، بلکه باید هدف آن آزاد ساختن مردم از ترس باشد تا بتوانند در بیشترین امنیت ممکن زندگی کنند. به عبارت دیگر، باید حق طبیعی انسان به زنده بودن مورد حمایت قرار داد تا با اطمینان کامل و بدون اینکه بر خود یا بر همسایه خود زیان وارد سازند زندگی کنند. هدف نهایی حکومت این نیست که انسان را از موجودی صاحب خرد و اندیشه به چهارپایی لایعقل (بدون فکر) یا عروسک خیمه شب بازی مبدل کند، بلکه باید آن‌ها را چنان آماده سازد که روح و جسمشان را در امنیت تمام بپرورند و عقل خود را به کار ببندند و نگذارند که قدرت مردم در راه کینه جویی و خشم و فریب مصرف شود و نه معروض رشک و ستم واقع شود. در واقع غرض و هدف اصلی حکومت همانا آزادی است.
در یک حکومت آزاد، هرکسی آزاد است، آنچه می‌خواهد بیندیشد، و آنچه می‌اندیشد، بر زبان آورد.
من قبول دارم که فرمانروا حق دارد به خشونت آمیزترین وجهی حکم براند و به هر خرده دلیلی، شهروندان را به دست مرگ بسپارد، امّا کسی نمی‌تواند مدعی شود که این کار وی مطلوب عقل سلیم است، مطلوب نیست از این رو که چیزهایی از این دست بدون به خطر انداختن جدی خود او انجام پذیر نیست، و از این رو حتی می‌توان قدرت مطلق او را در دست زدن و عمل به این کارها منکر شد و به تبع آن، حق او را، زیرا که [روشن است] حقوق فرمانروا محدود به قدرت اوست. از آنجا که هیچ‌کس نمی‌تواند از آزادی اندیشیدن و احساس خود دست بکشد، بلکه بر اساس حق طبیعی سلب ناپذیرش، ارباب اندیشه‌های خود است، این نتیجه به دست می‌آید که، اندیشه انسان‌ها را، که سخت متنوع است و بسا که در مغایرت با همدیگر، نمی‌توان بدون پی‌آمدهای فاجعه بار، به جبر وادار کرد که فقط (و یک‌زبان) در سازگاری با فرمان‌های قدرت حاکم سخن بگویند. حتی اگر از تودهٔ مردم سخن نگوییم، مجرّب‌ترین کسان هم، خاموشی را تاب نمی‌آورند. این از نقطه ضعف‌های مشترک انسانی است که اندیشه‌های‌شان را با دیگران در میان نهند. حتی آن جایی که خاموشی و رازداری ضرورت دارد. از این رو، هر جا که فرد از بیان آزاد و آموزاندن اندیشه‌هایش منع شود، حکومت از خشونت‌ورزترین حکومت‌ها خواهد بود و آنجا که افراد از این آزادی بهره‌مند باشند حکومت معتدل است. با این حال، انکار نمی‌توان کرد که اقتدار حاکم ممکن است از سخن‌ها همان قدر آسیب ببیند که از کردارها، با آنکه آزادی مورد بحث را نمی‌بایست به کل از تابعان (رعایا) دریغ کرد، ولی واگذاری نامحدود آن نیز زیان‌بار خواهد بود، از این رو اکنون بایستی بررسید، چنین آزادی را تا به چه حد می‌توان و باید داد بدون اینکه آرامش کشور برهم خورد یا قدرت فرمانروایان به خطر افتد. همان‌طور که در ابتدای باب ۱۶ گفته ام، این، هدف اصلی من است. اینکه مقرر سازند، همگان یکسان سخن بگویند، اصلاً ناشدنی است، زیرا فرمانروایان هرقدر بیشتر بکوشند که آزادی بیان را محدود کنند با ایستادگی سرسختانه‌تری روبه رو خواهند شد، در واقع نه با ایستادگی از سوی مال‌پرستان آزمند و چاپلوسان و دیگر سست‌عنصران خردباخته‌ای که می‌پندارند بالاترین شادکامی‌ها، انباشتن شکم‌هاشان و حظّ بردن از شمردن پول کیسه‌هاشان است، بلکه ایستادگی از سوی آنانی که از راه آموزش خوب، خصلت نیکو و فضیلت به آزادی بیشتر رسیده‌اند.
در ترجمه فارسی این کتاب داریم:
با این وجود، مشارکت و هشیاری انسان می‌تواند بسیار به ما کمک کند تا در امنیت گذران کنیم و از آسیبِ دیگران و جانوران بپرهیزیم. زیرا انگیزه، عقل و تجربه به ما یاد داده‌اند که هیچ راه مطمئن‌تری برای برقراری جامعه‌ای با قوانین استوار، بر گُرده‌ای از زمین، در راستای تجمیعِ امکانات تک تک افراد در هیأت یک کالبد، که اگر مجاز باشیم آن را کالبد اجتماعی خواهیم خواند، وجود ندارد. امّا برای ایجاد و پایش یک جامعه، به هوش و پشتکار فراوانی نیاز است. بنابراین، آن جامعه‌ای امن‌تر، پایدارتر، و کم‌ آسیب‌پدیرتر از تعرضِ بخت است که در اغلب موارد توسط مردمانی خردمند و کوشا تأسیس یافته باشد. از طرف دیگر، جامعه‌ای که برساخته از آدمیانی با عقلی ناقص باشد بیشتر بازیچهٔ بخت است و ثبات کمتری دارد. "